# Třída D'Assas
Třída D'Assas byla třída chráněných křižníků francouzského námořnictva určených pro průzkum a službu v koloniích. Celkem byly postaveny tři jednotky této třídy. Ve službě byly v letech 1898–1924. Po vyřazení byly sešrotovány.

## Stavba
Celkem byly postaveny tři jednotky této třídy. Konstrukčně navazovaly na třídu Friant. Do služby byly přijaty roku 1898. Stavbu provedly francouzské loděnice Arsenal de Cherbourg v Cherbourgu a Ateliers et Chantiers de la Loire v Saint-Nazaire.
Jednotky třídy D'Assas:
| Jméno     | Loděnice                          | Založení kýlu | Spuštěna           | Vstup do služby | Poznámka                                             |
| --------- | --------------------------------- | ------------- | ------------------ | --------------- | ---------------------------------------------------- |
| Cassard   | Arsenal de Cherbourg              | 1894          | 27. května 1896    | únor 1898       | Od roku 1922 dělostřelecká cvičná loď. Vyřazen 1924. |
| D'Assas   | Ateliers et Chantiers de la Loire | 1894          | 28. března 1896    | březen 1898     | Vyřazen 1910.                                        |
| Du Chayla | Arsenal de Cherbourg              | 1894          | 10. listopadu 1895 | únor 1898       | Vyřazen 1921.                                        |

## Konstrukce

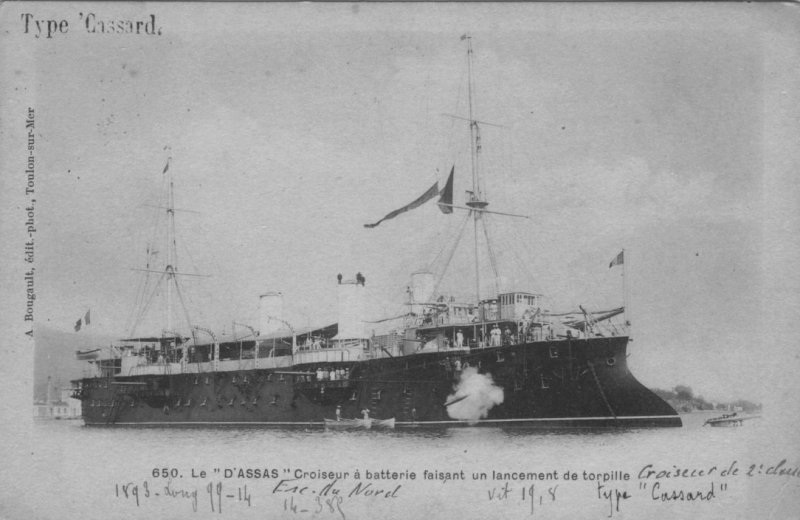
D'Assas

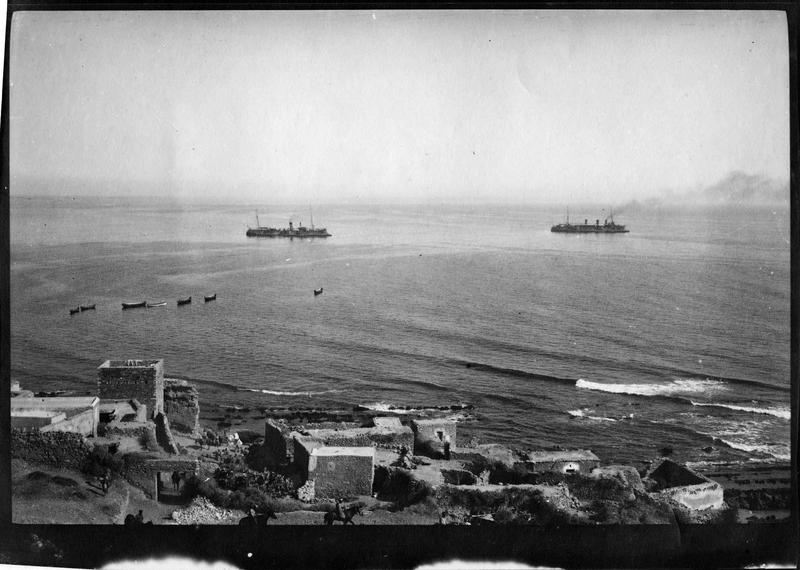
Du Chayla (vpravo) v Agadiru

Hlavní výzbroj tvořilo šest 165mm kanónů, které doplňovaly čtyři 100mm kanóny. Dále nesly deset 47mm kanónů, pět 37mm kanóny a dva 450mm torpédomety. Základem pancéřové ochrany byla až 70mm pancéřová paluba se 80–100mm skloněnými konci. Pancéřování chránilo rovněž štíty děl a můstek. Pohonný systém tvořilo dvacet kotlů Belleville a dva parní stroje s trojnásobnou expanzí o výkonu 10 000 hp, pohánějící dva lodní šrouby. Nejvyšší rychlost dosahovala 20 uzlů. Dosah byl 6000 námořních mil při rychlosti 10 uzlů.